# Problemata
Problemi (in greco antico: Προβλήματα?, Problémata) è una raccolta di questioni nella forma di domande e risposte la cui attribuzione ad Aristotele è discussa. 

## Struttura
Il libro è diviso per argomento in 38 sezioni e contiene 890 problemi. L'opera non deve essere confusa con gli Ethica problemata o Problemata inedita (a cura di H. Usener) dello pseudo-Alessandro di Afrodisia, né con i Problemata Mechanica, un altro testo pseudo-aristotelico.
Questa compilazione, sviluppata dalla Scuola peripatetica, sembra essersi evoluta tra il III secolo a.C. e il VI secolo d.C. e avere preso la sua attuale forma nel Medioevo. Si suppone, tuttavia, che Aristotele «abbia scritto il nucleo principale di questo repertorio riguardante la medicina, l'etica e la filosofia naturale».
Qualche esempio può chiarire la tipologia dell'opera. L'autore si chiede, ad esempio: come mai sedendosi vicino al fuoco si avverte la necessità di orinare? La sua risposta è: perché il fuoco scioglie le cose solide. È chiaro che, se avesse ragione, allontanandosi dal fuoco dovrebbe anche passare la voglia. Un altro dei Problemi è: come mai soffiando sulle mani queste si scaldano, mentre soffiando sulla zuppa questa si raffredda? La risposta è: perché quando si soffia sulla minestra, si tiene la bocca quasi chiusa, dunque il calore dell'aria rimane dentro la bocca e quel poco che esce fuori evapora subito per la violenza del soffio.

## Traduzioni medievali e moderne
L'opera fu conosciuta inizialmente da una traduzione siriaca, successivamente tradotta in arabo da Ḥunain ibn Isḥāq (IX secolo), e ebraico da Moses ibn Tibbon (1264); dello stesso periodo è la traduzione latina di Bartolomeo da Messina (verso il 1260), seguita da quella di Pietro di Abano (verso il 1310).
La prima traduzione in un volgare europeo fu quella di Évrart de Conty in francese medio (Le Livre des Problemes, datato intorno al 1380).
Alla prima età moderna risale la traduzione latina di Teodoro Gaza (Problematum Aristotelis sectiones duaedequadraginta), mentre ancora nel XVII secolo fu pubblicata una nuova traduzione latina con commento di Ludovico Settala, Ludovici Septalii commentariorum in Aristotelis problemata tomus I( -II) ab eodem latine factas, Francofurti Apud Claudium Marnium & heredes Ioannis Aubrii, 1602.